# Frances Cave-Browne-Cave
Pour les articles homonymes, voir Cave-Browne-Cave.
Frances Evelyn Cave-Browne-Cave (1876–1965) est une mathématicienne et enseignante britannique.

## Biographie
Frances Cave-Browne-Cave est la fille de Sir Thomas Cave-Browne-Cave et Blanche Matilda Mary Ann Milton. Elle est éduquée à domicile à Streatham Common (en) avec ses sœurs puis s'inscrit, avec sa sœur aînée Beatrice Mabel Cave-Browne-Cave, au Girton College de Cambridge, en 1895. Elle obtient son diplôme avec mention très bien et se classe entre le quatrième et le cinquième Wrangler en 1898. Elle passe la deuxième partie du Mathematical Tripos en 1899. Trinity College de Dublin lui décerne un diplôme de maîtrise ad eundem, c'est-à-dire par équivalence, en 1907, puisque les règles de l'université de Cambridge ne permettent pas aux femmes de recevoir des diplômes avant en 1926.

## Activités professionnelles et institutionnelles
Comme sa sœur Beatrice, elle signe généralement ses écrits professionnels sous le nom de famille Cave. Les deux sœurs travaillent comme calculatrices avec Karl Pearson à l'University College de Londres. Les recherches de Frances Cave sont financées par la première bourse de recherche offerte à Girton pour d'anciens étudiants de Girton par Florence Margaret Durham. Ses recherches dans le domaine de la météorologie ont produit deux publications dans les Proceedings of the Royal Society dédiées aux mesures barométriques et lues à la British Association à Cambridge en 1904,.  
Frances Cave retourne à Girton en 1903 en tant que fellow, c'est-à-dire avec une charge de cours et des activités de recherche. Elle donne la priorité à l'enseignement plutôt qu'à la recherche, et se concentre sur le soutien des étudiantes les plus faibles, car elle pensait que c'était là que la plus grande différence pouvait être faite. Elle est nommée directrice des études en 1918, et membre du conseil exécutif du collège, où elle est en grande partie responsable de la rédaction de la charte de constitution de Girton, accordée en 1924. Elle est nommée membre d'honneur de Girton en 1942.
Frances Cave prend sa retraite académique et s'installe à Southampton en 1936. Elle meurt dans une maison de retraite de Shedfield, le 30 mars 1965.